# Chao Chung-yao

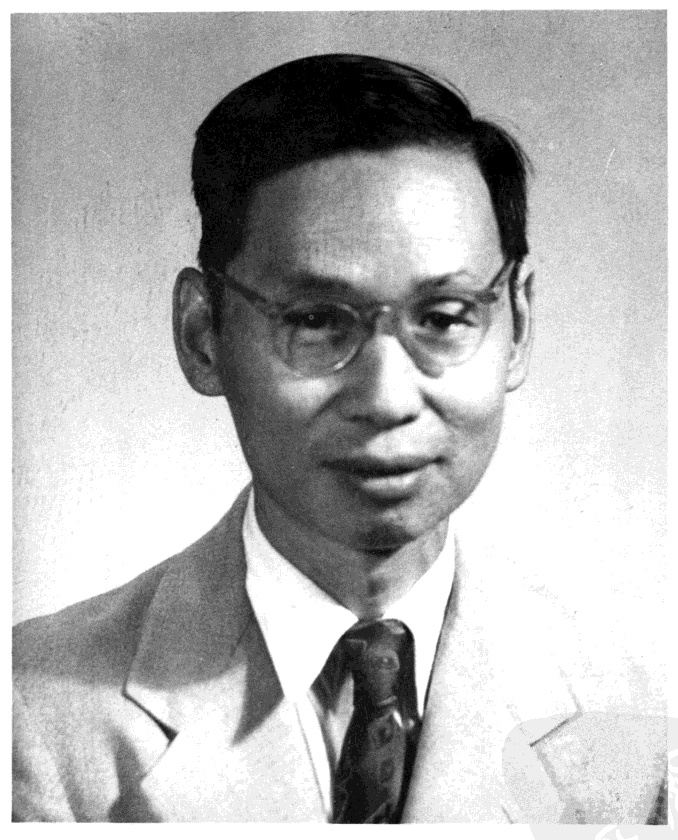
Chao Chung-yao

Chao Chung-yao (chinesisch 趙忠堯 / 赵忠尧, Pinyin Zhào Zhōngyáo, W.-G. Chao Chung-yao; * 27. Juni 1902 bei Zhuji; † 28. Mai 1998 in Peking) war ein chinesischer Physiker, der sich mit experimenteller Kernphysik befasste.

## Leben und Wirken
Chung-Yao Chao studierte die Streuung von Gammastrahlen in Blei durch Paarerzeugung im Jahr 1930, ohne zu wissen, dass Positronen bei dem anomal hohen Streuquerschnitt beteiligt waren. Als das Positron 1932 von Carl David Anderson entdeckt wurde, bestätigte dies die Existenz von Paul Diracs Antimaterie, was Chung-Yao Chao früheren Experimenten erklären könnte, dass Gammastrahlen von Elektron-Positron-Vernichtung abgegeben werden. Anderson, der wie Chao ein Graduate Student am Caltech war, hatte Chaos Experimente gesehen und mit ihm die Möglichkeit der Verwendung einer Nebelkammer statt eines Elektroskops diskutiert und plante Chaos Experimente damit zu wiederholen. Auf Millikans Drängen benutzte er sie dann aber für Untersuchung der kosmischen Höhenstrahlung, wobei er das Positron entdeckte.
Sein Vater war Schullehrer und praktizierte nebenbei in chinesischer Medizin. Er studierte ab 1920 an der Universität Nanjing (damals Advanced Normal School und bald darauf Southeastern University) mit dem Bachelor-Abschluss in der Physik 1925 als Schüler von Ye Qisun (Chi-Sun Yeh), der kurz zuvor 1923 in Harvard bei William Duane und Percy Bridgman in Experimentalphysik promoviert worden war (und Schüler von Robert Millikan in Chicago war). 1927 – er hatte gerade geheiratet – ging Cao Chung-yao ebenfalls in die USA. Er wurde bei dem Nobelpreisträger Robert Andrews Millikan am California Institute of Technology 1930 promoviert, mit einer Arbeit über die Wechselwirkung harter Gammastrahlung mit Materie (Überprüfung des Klein-Nishina-Wirkungsquerschnitts). Während er bei leichten Elementen eine Übereinstimmung mit der Formel von Klein und Nishina fand, gab es bei schweren Elementen wie Blei eine um 40 % erhöhte Absorption, was auch etwa gleichzeitig von Wissenschaftlern im Vereinigten Königreich und Deutschland entdeckt wurde. Bald darauf fand er auch eine anomale Streuung von Gammastrahlen sowohl an Blei als auch bei Aluminium, die mit der bisherigen Theorie nicht erklärt werden konnte. Chao vermutete wie Millikan Beiträge von Elektronen im Kern und erst durch die wenig später erfolgten Experimente von Anderson wurden Positronen als Ursache identifiziert.
Millikan hatte Chao, der bei seiner Ausreise aus China nur über ein kleines Stipendium hatte und von Geborgtem und Erspartem lebte, auch ein dreijähriges Stipendium der China Foundation for the Promotion of Education and Culture verschafft. Nach einer Europareise (bei Gerhard Hoffmann in Halle, dessen Elektroskop (Hoffmann-Elektrometer) er für seine Experimente benutzt hatte, und Ernest Rutherford in Cambridge, der ihn zu weiteren Experimenten nach seiner Rückkehr nach China ermunterte), kehrte er vorzeitig 1931 nach China zurück, nachdem Meldungen einer japanischen Invasion zu ihm drangen. In China setzte er seine Experimente an der Tsinghua-Universität in Peking fort, wo er ein Kernphysiklabor aufbaute. Kollegen waren außer Ye insbesondere Wu Youxun (Yui Hsun Woo), der bedeutende Beiträge zum Compton-Effekt leistete, als er in Chicago bei Arthur Holly Compton studierte, und Zhou Peiyuan (Pei Yuan Chou), der auch am Caltech studiert hatte. Chao und Kollegen engagierten sich auch im industriellen Aufbau Chinas durch Gründung einer Bleistiftfabrik. Nach der japanischen Invasion 1937 lehrte er an der Yunnan-Universität in Kunming und bald darauf an der exilierten Tsinghua-Universität in Kunming (Southwestern Associated University, SAU). Ab 1945 lehrte er an der Universität Chongqing, wo er der Physikfakultät der National Central University vorstand. 1946 wurde er als Repräsentant Chinas zu den Atombombentests der Amerikaner auf dem Bikini-Atoll entsandt und nutzte den US-Aufenthalt außerdem zum Einkauf wissenschaftlicher Instrumente für die Academia Sinica. Da Van-de-Graaff-Generatoren zu teuer waren lernte er bei John G. Trump am Massachusetts Institute of Technology und an der Carnegie Institution in Washington D.C., wie man diese selbst baute. Seine Rückkehr nach China verzögerte sich aufgrund des Bürgerkriegs bis 1950. In der Zwischenzeit forschte er in der Gruppe von Bruno Rossi am MIT über kosmische Strahlung und am Kellogg-Labor des Caltech bei Thomas Lauritsen und anderen an Kernphysik. Bei seiner Rückreise hatte der Korea-Krieg schon begonnen und er wurde in Japan durch die Amerikaner festgehalten, was zu internationale Verwicklungen führte. 1951 wurde er Direktor der Abteilung Kernphysik bei der Chinesischen Akademie der Wissenschaften in Peking. Dort baute er Van-de-Graaf-Beschleuniger und das Institut erhielt Ende der 1950er Jahre auch zwei Zyklotrone aus der Sowjetunion. 1958 wurde er zusätzlich Vorstand der Physik-Fakultät an der neu gegründeten, damals noch in Peking angesiedelten Chinesischen Universität für Wissenschaft und Technik. Nachdem ihm schon zuvor von den kommunistischen Behörden misstraut wurde (er war auch nur marginal am Atomwaffenprogramm beteiligt), wurde er während der Kulturrevolution zeitweise interniert. Anfang der 1970er Jahre besserte sich seine Lage und er wurde 1973 stellvertretender Direktor des neu gegründeten Instituts für Hochenergiephysik der Chinesischen Akademie der Wissenschaften. Nach Maos Tod 1976 wurde er vollständig rehabilitiert.
Er war einer der Begründer der Kernphysik in China und schulte mehrere Generationen chinesischer Kernphysiker. Darunter waren unter anderem Chen Ning Yang (an der SAU, wo er aber vor allem Schüler von Wu Ta-You war) und viele Physiker des chinesischen Atombombenprojekts der 1960er Jahre (wie Wang Ganchang).